# Danaea wrightii
Danaea wrightii är en kärlväxtart som beskrevs av Underw.. Danaea wrightii ingår i släktet Danaea, och familjen Marattiaceae. Inga underarter finns listade i Catalogue of Life.